# Martinsville (Indiana)
Martinsville é uma cidade localizada no estado americano de Indiana, no Condado de Morgan.

## Demografia
Segundo o censo americano de 2000, a sua população era de 11.698 habitantes.
Em 2006, foi estimada uma população de 11.791, um aumento de 93 (0.8%).

## Geografia
De acordo com o United States Census Bureau tem uma área de
11,6 km², dos quais 11,6 km² cobertos por terra e 0,0 km² cobertos por água. Martinsville localiza-se a aproximadamente 184 m acima do nível do mar.

## Localidades na vizinhança
O diagrama seguinte representa as localidades num raio de 20 km ao redor de Martinsville.